# Tarasove, Luțk
Tarasove (în ucraineană Тарасове) este un sat în comuna Boholiubî din raionul Luțk, regiunea Volînia, Ucraina.

## Demografie
Componența lingvistică a localității Tarasove
     Ucraineană (96,69%)
     Rusă (3,31%)
Conform recensământului din 2001, majoritatea populației localității Tarasove era vorbitoare de ucraineană (96,69%), existând în minoritate și vorbitori de rusă (3,31%).